# فرکانس طبیعی
بسامد طبیعی، بسامدی است که در آن سامانه بدون نیروی میراگر گرایش به نوسان پیدا می‌کند.هرگاه بسامد دینامیکی نیروی خارجی نزدیک به بسامد طبیعی سازه باشد دچار رزونانس یا تشدید میشود که این امر منجر به تخریب سازه میشود . اگر یک سامانه، پس از آشفتگی نخستین خود بدون دخالت نیروهای خارجی به نوسان درآید، بسامد حرکت آن را بسامد طبیعی می گویند. یک سامانه به ازای هر درجه آزادی (جرم) دارای یک بسامد طبیعی می باشد. بنابراین یک سامانۀ نوسانی با n درجه آزادی بطور کلی دارای n بسامد طبیعی مختلف خواهد بود.

## شرح
لرزش آزاد یک جسم کشسان، لرزش طبیعی نام دارد و بسامدی که در آن این اتفاق می‌افتد بسامد طبیعی نام دارد. لرزش‌های طبیعی با لرزش‌هایی که در اثر اعمال یک نیرو حاصل می‌شوند فرق دارد این لرزش‌ها در بسامد نیروی اعمال شده روی می‌دهند. اگر بسامد نیروی واردشده با بسامد طبیعی یکسان باشد فرایند تشدید روی می‌دهد.
در یک سامانهٔ جرم-فنر ساده با جرم m و سختی فنر k، بسامد طبیعی از رابطهٔ زیر به‌دست می‌آید:
{\displaystyle \omega _{0}={\sqrt {\frac {k}{m}}}}
در مدار ال‌سی و مدار آرال‌سی بسامد طبیعی یک مدار از رابطهٔ زیر به‌دست می‌آید:
{\displaystyle \omega _{0}={\frac {1}{\sqrt {LC}}}}